# دین بومیان آمریکا
دین‌های بومیان آمریکا (انگلیسی: Native American religions) اعمال معنوی سرخپوستان ایالات متحده آمریکا هستند. روش‌های تشریفاتی می‌تواند بسیار متفاوت باشد و بر اساس تاریخ‌ها و باورهای متفاوت ملت‌ها، قبایل و گروه‌های مختلف است. کاوشگران اولیه اروپایی، هر یک از قبایل بومی آمریکا و حتی گروه‌های موسیقی کوچک را توصیف می‌کنند که هرکدام آداب مذهبی خود را دارند. الهیات ممکن است یکتاپرستی، چندخداپرستی، تک‌خداگزینی، جاندارانگاری، شمن‌باوری، همه‌خدایی یا هر ترکیبی از آنها و غیره باشد. باورهای سنتی معمولاً به صورت تاریخ شفاهی، داستان، تمثیل و اصول منتقل می‌شوند.